# Gotlands runinskrifter 77
G 77 är ett vikingatida (1000-talet e.Kr.) fragment av bildsten med runor av kalksten i Levide kyrka, Levide socken och Gotlands kommun.

## Inskriften
Translitterering av runraden:
...(o)(t)a : sun : sum : sins faþu- ...--n : a : ain : þet : uas : er--ak... ... kuþ selu þaiʀa hiauna
Normalisering till runsvenska:
... sunn, sum sins faðu[r] ... a æin. Þet vaʀ ... ... Guð selu þæiʀa hiona.
Översättning till nusvenska:
... son, som sin fader ... på den ena. Det var ... Gud (hjälpe) dessa makars själar.
Vikingatida runsten som är rest av en man till minne av hans båda föräldrar. Det hade noterats, att båda figurerna på bilden är kvinnliga, och att det bara var kvinnogravarna som försågs med vagnar på vikingatiden. Ett annat fragment av bildsten från Levide visar en hästdragen släde.